# Все через молоко
«Все через молоко» (англ. All on Account of the Milk) — американський короткометражний художній фільм Девіда Гріффіта 1910 року, з участю Мері Пікфорд. Копія цього фільму зберігається в Бібліотеці Конгресу..

## Сюжет
Молодий підрядник приймає дочку господаря садиби за покоївку і закохується в неї. Зрозумівши, що він плутає її з покоївкою, дочка одягає її одяг і незабаром вони одружуються.

## У ролях
- Мері Пікфорд
- Бланш Світ
- Кейт Брюс
- Флора Фінч
- Мак Сеннет

## Цікаві факти
- Метраж фільму — 301 метр.[2]
- Прем'єра фільму відбулася 13 січня 1910 року.[2]